# Indolestes risi
Indolestes risi är en trollsländeart som först beskrevs av Van der Weele 1909.  Indolestes risi ingår i släktet Indolestes och familjen glansflicksländor. Inga underarter finns listade i Catalogue of Life.